# 피지 링크
피지 링크(영어: Fiji Link)는 피지의 지역 항공사로 총 16개 노선을 취항하고 있다. 본사는 피지 난디에 위치해 있으며 2006년에 설립했다. 또한 사용하고 있는 허브 공항으로 난디 국제공항이 있다.

## 역사
1980년 돈 콜링우드(영어: Don Collingwood)와 사업가와 함께 선플라우어 항공(영어: Sunflower Airlines)를 설립해 선에어(영어: Sun Air)로 변경하게 되었다. 2007년 피지의 국영 항공사인 에어 퍼시픽이 인수 하면서 퍼시픽선(영어: Pacific Sun)으로 변경되었다. 2010년에 경제 위기로 인해 최초로 손실을 입었으며 구조 조정을 통해 직원을 감원 되었다. 2014년에 현재의 사명으로 변경했다.

## 보유 기종
- 2020년 1월 기준으로 피지 링크는 다음과 같은 기종을 보유하고 있다.[2][3]